# Krzysztof Klimek (malarz)
Krzysztof Klimek (ur. 1962 w Krakowie) – polski malarz.

## Życiorys
W latach 1982–1988 studiował w Akademii Sztuk Pięknych w Krakowie, w pracowni prof. Jerzego Nowosielskiego. 
W latach 1988–1992 wraz z Łukaszem Gózkiem i Cezarym Wodniakiem prowadził Galerię QQ w Krakowie. Od 2002 jest członkiem Stowarzyszenia Artystycznego Otwarta Pracownia w Krakowie.
W latach 1994–1995 był stypendystą Fundacji Pro Helvetia. W 2019 był laureatem stypendium twórczego Miasta Krakowa. W 2020 był stypendystą Ministra Kultury i Dziedzictwa Narodowego.
W 2021 roku uzyskał stopień doktora w Akademii Sztuk Pięknych w Krakowie za poświęconą własnej twórczości pracę „Trzy narracje”.

### Wystawy
Swoje prace prezentował na kilkanastu wystawach indywidualnych w tym między innymi na wystawie pt. „Krzysztof Klimek. Teraz wolę widoki” w Zachęcie – Narodowej Galerii Sztuki (08.03–26.05.2024).
Prace Krzysztofa Klimka prezentowane były także na wystawie zbiorowej „Pejzaż malarstwa polskiego” w Zachęcie – Narodowej Galerii Sztuki  (17.11.2023–25.02.2024), a sam Klimek podpisał wówczas list otwarty 55. artystek i artystów biorących udział w tejże wystawie i zatytułowany „Przeciwko upartyjnianiu kultury”.
Prace Klimka prezentowane były również na wystawach zbiorowych obrazów Jezusa Miłosiernego namalowanych według wizji św. siostry Faustyny (27.02.2023–02.04.2023) oraz pt. „Zwiastowanie” (17.12.2023–31.01.2024) w ramach projektu „Namalować katolicyzm od nowa” w podziemiach bazyliki katedralnej św. Michała Archanioła i św. Floriana Męczennika w Warszawie.